# 苹果酯
苹果酯（英文：fructone）又称乙酰乙酸乙酯乙二醇缩酮，是一种有机化合物，化学式：C8H14O4，为乙酰乙酸乙酯与乙二醇的缩酮。因其具有类似苹果的果香气味得名苹果酯，其所为商业香精被广泛运用于日化产品
为了区别于其具有类似苹果气味的同系物星苹酯，因此苹果酮又称为苹果酯-A。

## 合成
苹果酯主要由乙酰乙酸乙酯与乙二醇在酸催化下发生缩酮反应得到。传统生产工艺采用传统强酸均相催化得到，因产物水解的问题产率低，当含量高于3%时，同时会改变产品气味特性。现如今常采用分子筛、杂多酸等超强固体酸作为催化剂，并采用减压蒸馏的除去副产物水来促进反应进行。